# Cucumis messorius
Cucumis messorius är en gurkväxtart som först beskrevs av Charles Jeffrey, och fick sitt nu gällande namn av Ghebret. och Thulin. Cucumis messorius ingår i släktet gurkor, och familjen gurkväxter. Inga underarter finns listade i Catalogue of Life.